# Потребительское сельское хозяйство
Потреби́тельское земледе́лие (также нетова́рное се́льское хозя́йство) — ведение сельскохозяйственной деятельности с целью получения продуктов для личного потребления (а не продажи на рынке, типичной цели товарного земледелия).

## Признаки
Точную границу между товарным и нетоварным сельским хозяйством провести невозможно: даже при натуральном хозяйстве имеет место некоторый товарообмен, а многие современные фермеры, выращивающие несъедобные культуры (например, хлопок), тем не менее содержат и огород «для себя». К. Уартон предлагает рассматривать следующий набор признаков нетоварности:
- Экономические признаки:
  - доля продукции, производимой на продажу, по отношению ко всему производству, в нетоварном земледелии мала;
  - доля наёмного труда на производстве мала. Потребительское земледелие не позволяет нанять рабочие руки;
  - уровень технологии низок. Потребительское земледелие применяет примитивные механизмы и агрономические практики;
  - уровень дохода низок. Поскольку производительность труда в нетоварном земледелии очень низкая, оно связано с бедностью;
  - свобода принятия решений ограничена. Ограниченность средств в нетоварном земледелии ограничивает и выбор земледельца.
- Социокультурные признаки:
  - преобладание неэкономических факторов в принятии решений. В нетоварной ситуации выбор культуры для культивации, например, определяетя потребностями семьи, а не общества;
  - внешние контакты в нетоварном земледелии очень ограничены, как географически, так и по умственному уровню, что осложняет принятие новых методов ведения хозяйства;
  - нетоварных земледельцев отличают более крепкие межличностные связи и меньший уровень индивидуализма;
  - нетоварные земледельцы ориентированы на выживание, а не (связанные с риском) амбициозные цели.
- нетоварные земледельцы консервативны в выборе методов производства, их идея развития состоит том, чтобы делать то же самое, но в больших количествах.

## Распространённость
В нетоварное сельское хозяйство вовлечена существенная часть населения Земли:
- в 1936 году количество людей, занятых нетоварным земледелием, а также членов их семей, оценивалось в 60% человечества (1,6 миллиарда);
- в 1948 году доля нетоварных фермеров снизилась до 55% (1,4 миллиарда). Их доля в мировом ВВП оценивалась в 15%;

## Типы
Нетоварное земледелие разделяется на несколько различных типов:
- экстенсивное, при котором земельный участок не планируется использовать в течение длительного времени:
  - переложное земледелие, при котором участок эксплуатируется несколько лет и после истощения или зарастания сорняками забрасывается в ожидании естественного восстановления;
    - подсечно-огневая разновидность включает сжигание леса с целью обогатить почву азотом перед первым посевом;

  - кочевничество, где одна и та же группа животных переходит на новые участки земли по мере истощения старых;

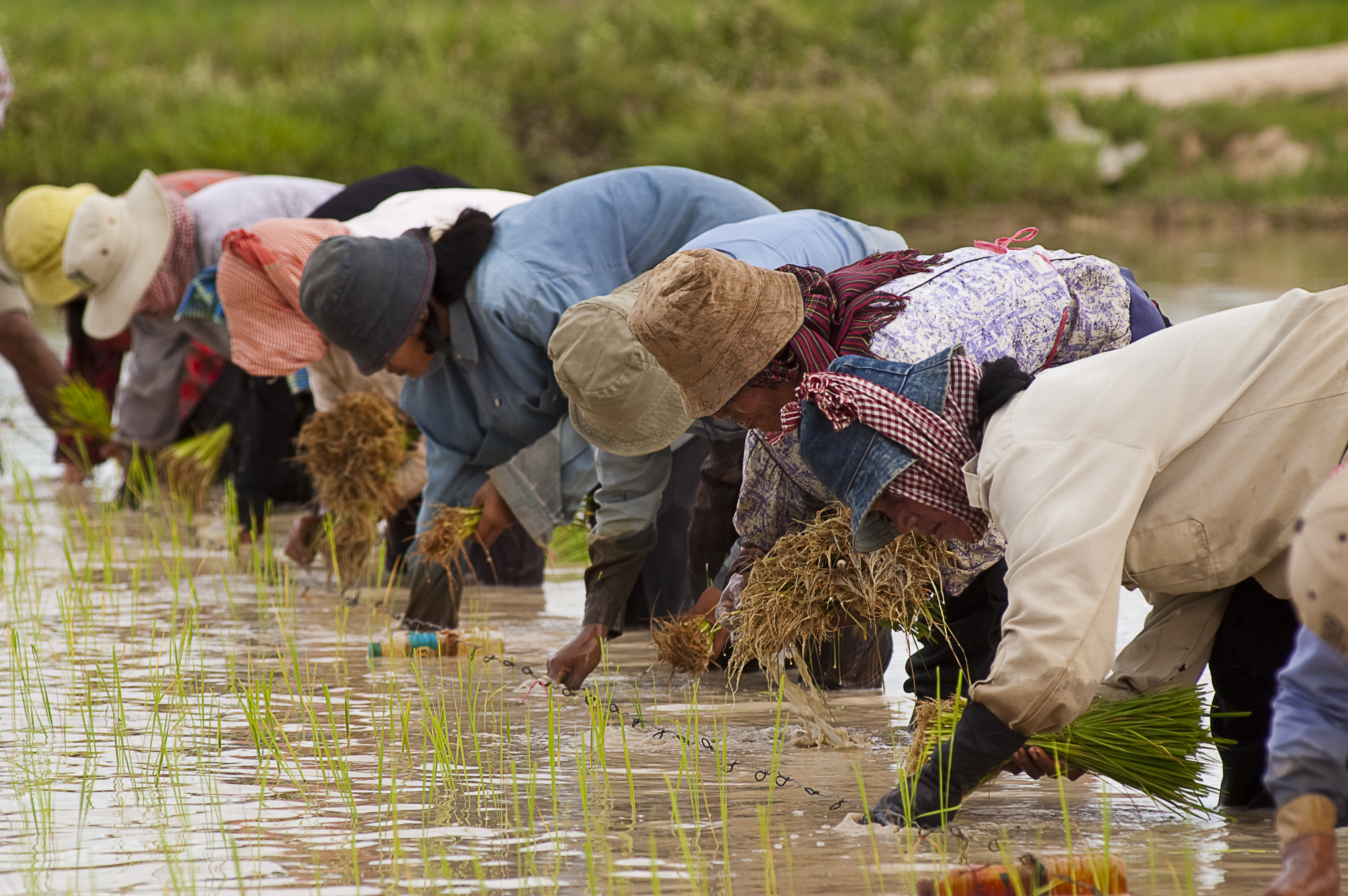
Посадка риса в Камбодже (2004)

- интенсивное. В случае очень плодородной земли и высокой плотности населения, нетоварное земледелие может вовлекать колоссальное количество человеческого труда на сравнительно небольшом участке земли при высокой урожайности, характерным примером является возделывание риса на заливных полях.

Нетоварное земледелие характеризуется использованием и более сложных технологий:
- севооборот — чередование сельскохозяйственных культур с целью поддержать плодородие земли. Эта технология откладывает истощение почвы и применяется в том числе и в товарном земледелии;
- прополка и пропашка для подавления сорняков.